# Districte d'Ostrava-město
El districte d'Ostrava-město - (txec) Okres Ostrava-město - és un districte de la regió de Moràvia i Silèsia, a la República Txeca. La capital és Ostrava.

## Llista de municipis
Čavisov – Dolní Lhota – Horní Lhota – Klimkovice – Olbramice – Ostrava – Stará Ves nad Ondřejnicí – Šenov – Václavovice – Velká Polom – Vratimov – Vřesina – Zbyslavice